# Louhans-Cuiseaux Football Club
Il Louhans-Cuiseaux Football Club è una squadra di calcio francese fondata nel 1970 e con sede sociale nel comune di Branges.
Attualmente gioca nel Championnat National 3, quinta serie della gerarchia calcistica francese, e disputa le proprie partite presso lo Stade du Bram (Louhans).
Fondato da Bernard Morey, il club ha giocato per quasi vent'anni in Division 2 tra gli anni ottanta e gli anni novanta con il nome di CS Cuiseaux-Louhans (1970-1989) e di CS Louhans-Cuiseaux (1989-2013), prima di fondersi con il Football Club del Louhans nel 2013.

## Storia
Il club venne fondato nel 1970 in seguito alla fusione del Club Sportif Louhannais (fondato nel 1916) e del Club de Cuiseaux (fondato nel 1930), con sede nei due paesi di Louhans e Cuiseaux.

## Rosa 2009-2010
| N. |                    | Ruolo | Calciatore        |
| -- | ------------------ | ----- | ----------------- |
|    | Francia (bandiera) | P     | Cyril Carrat      |
|    | Francia (bandiera) | P     | Julien Robinet    |
|    | Togo (bandiera)    | P     | Tidjani Sodeke    |
|    | Francia (bandiera) | P     | Damien Stéphan    |
|    | Francia (bandiera) | D     | Josselin Henriot  |
|    | Francia (bandiera) | D     | Pierre-Henri Lamy |
|    | Francia (bandiera) | D     | Aurélien Mairet   |
|    | Francia (bandiera) | D     | Jérémy Maupeu     |
|    | Francia (bandiera) | D     | Damien Moulin     |
|    | Francia (bandiera) | D     | Maxime Moureaux   |
|    | Francia (bandiera) | D     | Mickaël Ravaux    |
|    | Francia (bandiera) | D     | Kevin Streith     |
|    | Francia (bandiera) | D     | Boris Thomazeau   |
|    | Tunisia (bandiera) | D     | Nabil Zanina      |

| N. |                         | Ruolo | Calciatore        |
| -- | ----------------------- | ----- | ----------------- |
|    | Francia (bandiera)      | C     | Bakeba Bayo       |
|    | Francia (bandiera)      | C     | Gianluca Chiazza  |
|    | Francia (bandiera)      | C     | Lucas Durand      |
|    | Francia (bandiera)      | C     | Jacques Fey       |
|    | Francia (bandiera)      | C     | Benjamin Genot    |
|    | Francia (bandiera)      | C     | Pierre Goaziou    |
|    | Burkina Faso (bandiera) | C     | Bèbè Kambou       |
|    | Francia (bandiera)      | C     | Francis Tran      |
|    | Francia (bandiera)      | A     | Mickaël Alphonse  |
|    | Francia (bandiera)      | A     | Matthieu Bochu    |
|    | Francia (bandiera)      | A     | Jordan De Almeida |
|    | Francia (bandiera)      | A     | Hicham Elouaari   |
|    | Francia (bandiera)      | A     | Bastien Flandrois |
|    | Togo (bandiera)         | A     | Moukaila Goga     |

## Palmarès

### Competizioni nazionali
- Championnat National: 1

1998-1999